# Золотовский (Самарская область)
Золотовский — опустевший посёлок в Безенчукском районе Самарской области в составе сельского поселения Екатериновка.

## География
Находится на расстоянии примерно 32 километра по прямой на западо-северо-запад от районного центра посёлка Безенчук.

## Население
Постоянное население составляло не было учтено как в 2002 году, так и в 2010 году.